# Ceradenia kookenamae
Ceradenia kookenamae là một loài dương xỉ trong họ Polypodiaceae. Loài này được Jenman L.E. Bishop mô tả khoa học đầu tiên năm 1988.